# Integrovaná ochrana proti škůdcům

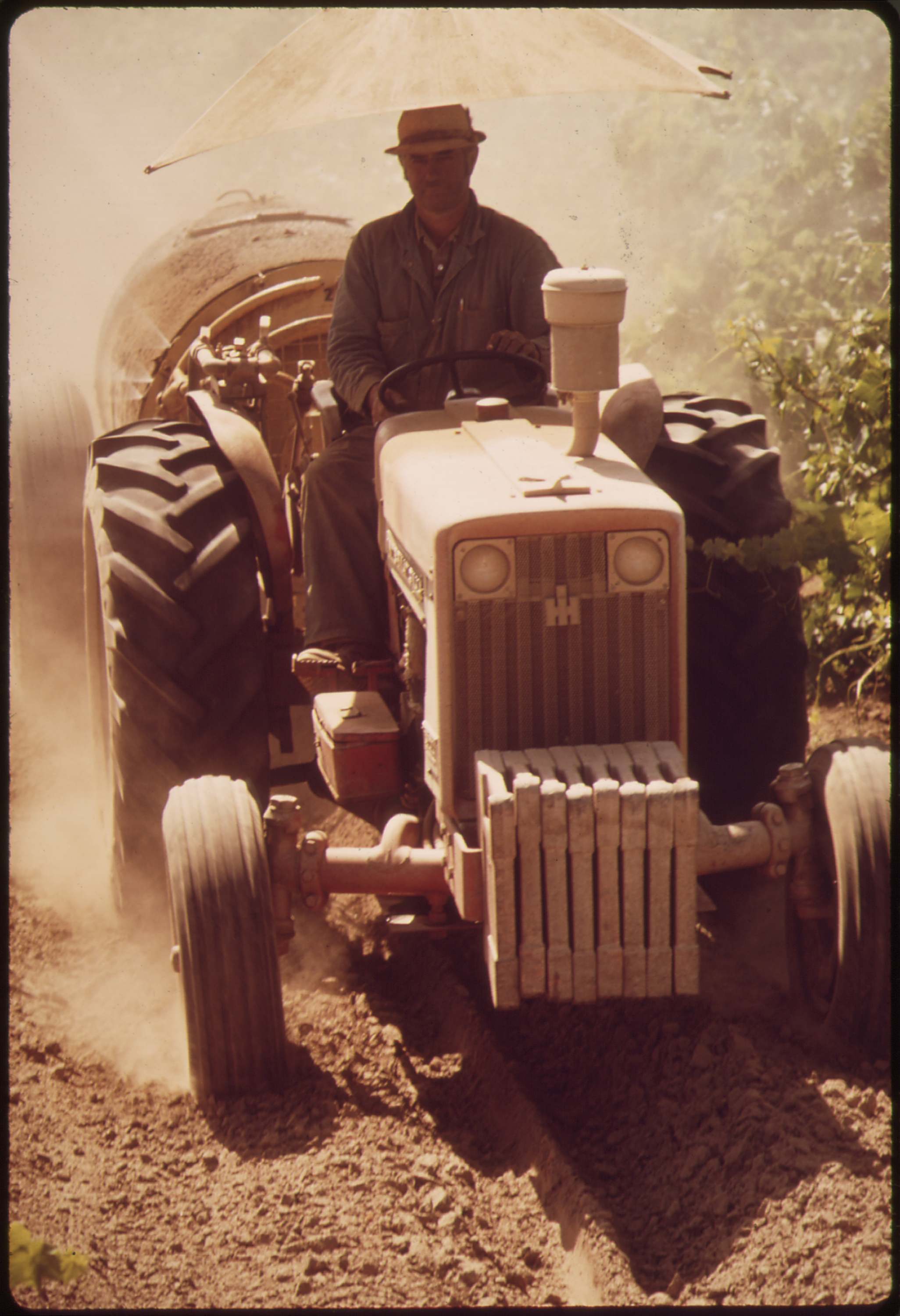
Chemický postřik, foto: Gene Daniels

Integrovaná ochrana proti škůdcům (IPM, Integrated Pest Management) je ekologicky šetrný přístup k ochraně rostlin před škůdci, který kombinuje různé metody regulace s cílem minimalizovat použití chemických pesticidů a zároveň zachovat zdraví ekosystému. Tato strategie je široce využívána v zemědělství, lesnictví a zahradnictví.

## Historie
Koncept integrované ochrany rostlin vznikl v polovině 20. století jako reakce na negativní dopady intenzivního používání pesticidů. V 60. a 70. letech 20. století se začaly vyvíjet strategie zaměřené na kombinaci biologických, fyzikálních a chemických metod ochrany rostlin. Od 90. let je IPM podporována mezinárodními organizacemi, jako jsou FAO a Evropská unie.

## Principy integrované ochrany
IPM zahrnuje několik klíčových principů:
- Monitorování škůdců – pravidelné sledování populací škůdců a jejich přirozených nepřátel.
- Stanovení prahových hodnot – určení úrovně výskytu škůdců, při které začínají způsobovat ekonomické škody.
- Prevence – využití metod, jako jsou vhodné osevní postupy, odolné odrůdy rostlin a mechanická ochrana.
- Biologická ochrana – využití přirozených nepřátel škůdců, jako jsou parazitické vosičky, draví brouci nebo mikrobiální pesticidy.
- Chemická ochrana – aplikace pesticidů pouze v nezbytném množství a na základě monitoringu výskytu škůdců.
- Hodnocení účinnosti – zpětná kontrola a úprava strategie podle výsledků.[3][4]

## Aplikace IPM v různých odvětvích

### Integrovaná ochrana ovoce
V ovocnářství se IPM využívá k ochraně sadů před hmyzími škůdci, houbovými chorobami a plevely. Používají se feromonové lapače, biologická ochrana pomocí predátorů a selektivní fungicidy, které minimalizují negativní dopady na užitečné organismy.

### Ochrana polních plodin
U polních plodin, jako jsou obiloviny, kukuřice nebo brambory, se IPM zaměřuje na kombinaci osevních postupů, mechanické regulace plevelů a biologických metod ochrany. Ústřední kontrolní a zkušební ústav zemědělský (ÚKZÚZ) organizuje školení a odborné semináře pro zemědělce, aby podpořil implementaci těchto metod.

### Ochrana máku
Při pěstování máku je důležité minimalizovat chemické zásahy a využívat přirozené mechanismy regulace škůdců, jako jsou predátoři mšic a parazitické vosičky. Klíčovou roli hraje také správná agrotechnika, včetně volby odrůd a střídání plodin.

### Biologická ochrana rostlin
Rostoucí důraz na ekologické metody vedl k rozvoji biologické ochrany, která zahrnuje použití užitečných mikroorganismů a přírodních predátorů škůdců. Například bakterie Bacillus thuringiensis se používá proti housenkám škodících na zelenině a ovocných stromech.

## Výhody a výzvy IPM

### Výhody
- Snížení používání chemických pesticidů a jejich negativního dopadu na životní prostředí.
- Zvýšení biodiverzity a podpora užitečných organismů.
- Ekonomická efektivita díky minimalizaci nákladů na chemickou ochranu.

### Výzvy
- Počáteční náklady na zavedení IPM mohou být vyšší než u konvenčních metod.
- Vyžaduje odborné znalosti a pravidelný monitoring škůdců.
- Některé biologické metody ochrany mohou mít pomalejší účinnost než chemické postřiky.